# 許茹芸
許茹芸（英語：Valen Hsu，1974年9月20日—），原名許宏琇，台灣女歌手。在民歌西餐廳演唱時被發掘，於1995年出道，其「芸式唱腔」為華語流行樂壇樹立獨特的演唱風格。許茹芸在1990年代後期與李玟、張惠妹並稱「台灣歌壇三大天后」，也連同期間唱片公司另二位女歌手許美靜和李翊君被譽為「上華三大銷售天后」。據統計，許茹芸從出道至今已賣出超過1500萬張唱片。

## 生涯

### 上華時期（1995年–2000年）
許茹芸本名許宏琇，自國光藝校音樂班畢業之後，在民歌西餐廳駐唱約一年，因緣巧合下被好友推薦到上華唱片公司試音，當時她選擇以鋼琴自彈自唱的方式演唱了王菲的《冷戰》、辛曉琪的《領悟》及林憶蓮的《為你我受冷風吹》等歌曲成功獲得青睞。在與上華正式簽約後，唱片公司為她取藝名為「許茹芸」。
1995年6月，許茹芸發行首張個人專輯《討好》。這張專輯並沒有讓她一炮而紅，只有歌曲《看透》稍為人知。在台灣僅賣出約10萬張，全亞洲約為40萬張的銷售量。
1996年3月，發行第二張個人專輯《淚海》，同名主打歌《淚海》搭配連續劇與唱片公司的行銷，使得專輯在台灣賣出50萬張，全亞洲累積200萬張的銷售量。《淚海》專輯不僅打開了許茹芸的知名度，也獲得金曲龍虎榜週榜連續上榜18週，取得兩週冠軍，最終獲得1996年度第八名的佳績。
半年後，發行第三張個人專輯《如果雲知道》，這張專輯讓許茹芸正式踏上天后的寶座，推出後在銷售榜連續七週冠軍，進榜22週。此專輯在台灣經IFPI認證銷量至少78萬張，全亞洲累積則超過220萬張。專輯不僅有《獨角戲》、《突然想愛你》等經典名曲，同名主打《如果雲知道》更成為許茹芸最具代表性的歌曲。許茹芸的「芸式唱腔」也在此時得名，其特色為假音和真音的互相結合，空靈縹緲。許茹芸也憑藉此專輯首次入圍台灣第8屆金曲獎「最佳國語女演唱人獎」及「最佳流行音樂演唱唱片獎」。
1997年5月，發行第四張個人專輯《日光機場》，此專輯讓她繼續大紅大紫，發片兩週內即獲IFPI冠軍並累積四連霸冠軍。台灣銷售超過70萬張，全亞洲累積超過200萬張。此張專輯也獲得1997年金曲龍虎榜全年度季軍。專輯前三波主打單曲《日光機場》、《破曉》、《愛在黑夜》皆為抒情歌曲。同年10月，上華唱片為了進軍香港市場，特地精選許茹芸前四張專輯中的歌曲發行《茹此精彩13首》，收錄兩首全新粵語單曲《留低鎖匙》（《突然想愛你》粵語版）、《哭牆》，也收錄與同門男歌手熊天平的合唱曲《你的眼睛》，專輯推出即拿下香港IFPI排行榜冠軍。因銷售成績開出紅盤，11月上華再推出《茹此精彩13首 (台灣版)》，收錄與熊天平合唱的全新單曲《愛情電影》，在台灣銷售超過40萬張，全亞洲累積150萬張。
1998年6月，發行第五張個人專輯《我依然愛你》，此專輯當年在台灣十天銷售破50萬張（IFPI連續六週冠軍，累積上榜13週），總銷售累積超過65萬張，全亞洲約200萬張。許茹芸在這張專輯嘗試了從未有過的搖滾曲風（如：《啤酒咖啡》），也發表了第二代的「芸式唱腔」。專輯代表歌曲有《我依然愛你》、《不愛我放了我》、《欲哭無淚》等歌曲。此專輯於1998年度金曲龍虎榜總排行第六。
同年底，發行第六張個人專輯《你是最ㄞˋ》，歌曲《美夢成真》配合同名電影紅遍大街小巷，而專輯同名歌曲《你是最愛》也是招牌歌曲之一。此專輯在台灣銷售超過50萬張（IFPI連續五週冠軍，累積上榜16週），全亞洲賣破160萬張。許茹芸在這張專輯裏嘗試更多不同的曲風，欲跳脫已被侷限的芸式唱腔裏。此專輯於1999年度金曲龍虎榜總排行第七。
1999年8月，發行第七張個人專輯《真愛無敵》，該專輯在台灣華語專輯銷量榜雙週冠軍，累積銷售35萬張，全亞洲達120萬張。同名主打歌《真愛無敵》是李宗盛首度為許茹芸貢獻詞曲及擔綱製作。也邀來蘇永康跨刀合唱歌曲《恆星》。《忘》為許茹芸的自創曲，由簡單的吉他弦樂編曲道出思念之情。在這張專輯也有3首周杰倫出道前的作品。《我就是這麼快樂》是許茹芸為洗髮精廠商海倫仙度絲代言的宣傳曲。宣傳期間上華亦曾為許茹芸發行了鋼琴演奏專輯《鋼琴記事簿》及粵語EP《我就是這麼快樂》。
許茹芸原訂同年於台北舉行首場大型售票演唱會，但之後因天災921大地震造成社會氛圍哀傷而未舉辦。
2000年5月，發行第八張個人專輯《難得好天氣》，該專輯在台灣累積銷售18萬張，全亞洲達100萬張。同名主打歌《難得好天氣》為許茹芸首次與香港男歌手黃耀明合作，其人山人海製作班底打造的另類電子曲風，徹底展現了許茹芸從未有的一面，此單曲的MV亦入圍了第12屆金曲獎最佳音樂錄影帶獎。另一波主打《新世界》則為大家熟悉的「芸式情歌」。許茹芸還與美國拉丁歌手安立奎·伊格萊西亞斯合作歌曲《You are my No.1》，這首歌也收錄在安立奎第一張英文專輯《Enrique》的亞洲版本中。《難得好天氣》雖然因曲風的扭轉讓唱片銷售量有嚴重下滑的趨勢，但有不少樂評讚揚這張專輯勇敢嘗試嶄新的風格。
同年底，因環球唱片併購上華唱片，上華唱片與許茹芸在合約內完成最後一張唱片《花咲》。該專輯發行後台灣只賣了約15萬張，全亞洲80萬張上下，只有歌曲《愛只剩一秒》及《捨不得》較為人知，雖然仍在2001年華語歌手亞洲銷售排行當中排名前15，但也是許茹芸上華時期銷量第二低的專輯。
在與上華唱片合作的五年，許茹芸累積的專輯銷售量超過1300萬張，除了個人專輯的經典歌曲，亦唱紅了許多瓊瑤戲劇的主題曲。同時她也是位創作人，曾為自己的專輯創作數首歌曲，其中以《突然想愛你》最為人知。許茹芸也是1990年代為數不多在香港亦擁有高知名度的台灣歌手之一。1996年至2000年可以說是許茹芸的歌唱事業巔峰，但由於2000年代開始唱片業逐漸萎縮，盜版及MP3非法下載開始猖獗，數位音樂及串流平台又尚未成熟化，許茹芸的專輯雖仍然維持一定的銷售成績，但也開始逐漸受到影響。

### EMI時期（2001年–2003年）
2001年許茹芸結束與上華唱片的合約之後，外傳科藝百代用超過8位數的簽約金簽下許茹芸。並在9月發行第十張個人專輯《只說給你聽》，發片首週在玫瑰唱片銷量榜獲得冠軍，全亞洲賣出約80萬張。同名主打歌《只說給你聽》能看出許茹芸在流行抒情歌上的曲風改變。另一波主打《遇見另外一個人》則是民謠風。
2002年11月，發行第十一張專輯《芸開了》，主打歌《祝福了》為偏另類流行的慢板抒情歌，成為許茹芸巔峰時期後較為流傳的歌。
《此時快樂的代價》則由許茹芸作曲、林夕填詞，展現出「仿王菲」的驚人唱功。
專輯跨越流行音樂的曲風令許茹芸於隔年第14屆金曲獎再度入圍最佳國語女演唱人獎。
《芸開了》亦獲選中華音樂人交流協會2002年度十大優良專輯。
2003年6月，發行第十二張專輯《許茹芸的愛情電影主題曲 － 雲且留住》，由上張專輯就有合作的陳珊妮擔綱製作人，以全新的編曲及演唱風格翻唱1970~80年代瓊瑤的電影歌曲。
2003年7月17日至20日，參與香港實驗藝術團體進念二十面體舞台劇演出《好風如水》。
同年年底，許茹芸以《我愛夜》新歌+精選輯結束了與科藝百代的合約。

### 重新出發（2007年–2009年）
2004年，許茹芸決定暫時休息，獨自前往紐約留學一年。
2005年5月6日至8日，參與非常林奕華劇場舞台劇演出《戀人絮語》。
2007年，加盟種子音樂，並發行EP《好聽》，為歌唱事業後期代表作之一。發片前兩週五大唱片、G-music銷量榜冠、亞軍。此張單曲也讓許茹芸回歸到當年暢銷歌手前十八強。
同年底發行第十三張專輯《北緯六十六度》，回歸華語流行音樂主流市場，首波主打《看完煙火再回去》由許茹芸親自作詞作曲，
簡單的旋律、輕鬆的配樂，在歲末年終的寒冬，讓傾聽的人，聽到許茹芸在耳邊訴唱，並送上給每個人暖暖的祝福!
專輯推出後首周在台灣擁各大排行榜冠軍!
吳克羣為許茹芸創造出男女對唱情歌《男人女人》，
該曲也入圍2008年度HITO百大單曲第70名。

2009年，發行第十四張專輯《愛·旅行·一公里》，整張專輯走獨立抒情音樂及搖滾曲風。
發片首周空降五大、光南銷量榜亞軍，同時，許茹芸也是這張專輯的製作人，
專輯中《一公里》是一貫的「芸式唱腔」，《頂多是偶爾》則是該張專輯歌迷第一愛的主打歌。

### 多元發展（2010年 - 2016年）
2009年，許茹芸結束與種子音樂的合約後，決定前往古巴旅行。返台之後以古巴旅行見聞與攝影作品發行新書《對照》。
2010年，許茹芸以個人音樂工作室茹聲工作室重新出發，並預定於2011年底推出新專輯與演唱會。
2010年9月21日至23日，參與人力飛行劇團演出舞台劇《向左走向右走》。
許茹芸於2011年中與數位出版者潑墨書房合作，推出了攝影集《對照》的IPad數位版本，是華語市場中少數率先推出數位版平面作品的藝人之一。2010年起，許茹芸亦積極在Facebook等網路社群媒體上活動，除與歌迷直接溝通之外，也在網路領域累積了相當多的行銷經驗與人氣；2011年7月，Google推出社群媒體Google Plus（G+）第十四張專輯許茹芸成為最早在G+上開通帳號的華語市場藝人之一，並曾在G+問世第一個月之內達到全球排行榜第16名、華語藝人第一名的成果。
2011年10月22日，在上海大舞台舉辦超過萬人的「如果時光芸許」巡迴演唱會。
2011年11月4日，發行第十五張專輯《許茹芸的微醺音樂 你聽見了(我)嗎?》，整張專輯以不同的編曲改編，許茹芸重新詮釋翻唱對自己生活各個階段中重要的自選曲目。
2011年11月25日至27日，在香港文化中心大劇院聯同黃耀明、盧凱彤共同演出由進念二十面體主辦及製作《鐵路像記憶一樣長》音樂會。
2011年12月17日，在北京首都體育館舉辦第二場「如果時光芸許」巡迴演唱會。
2013年5月25日，在北京工人體育館舉辦「Stars」巡迴演唱會。
2014年10月31日，發行第十六張專輯《奇蹟》，由許茹芸與陳建騏共同製作，並邀請吳青峰、蔡健雅、許哲珮、魏如萱等音樂人為專輯創作。
其中《最難的是相遇》、《我留下的一個生活》為該張專輯大家熟悉的曲目。
2015年8月，以鐵扇奥特曼代號和面具造型参加《蒙面歌王》，
其中《領悟》、《為你我受冷風吹》...等曲目，許茹芸皆表現出不輸原唱的韻味實力派唱功!
成為第四集歌王和第二位歌后，並且在半決賽第二輪獲勝，晉級總決賽。
2016年4月，參加浙江衛視音樂綜藝節目《誰是大歌神》，擔任第七期大歌神。

### 回歸國際公司（2017年至今）
2017年宣布加盟索尼音樂，這是許茹芸繼2003年與科藝百代結束合約之後，再度與大型唱片公司合作。
2017年9月，以自己生日的主題下，各在台北與台中的Legacy舉辦兩場千人演唱會。也在演唱會中先行演唱自己作曲的全新單曲《讓我好好看看你》。此單曲於同年11月正式數位發行。
2017年及2018年，連續兩年擔任第28屆金曲獎、第29屆金曲獎的評審。
2018年7月23日，在上海舉辦「綻放的綻放的綻放」巡迴演唱會發佈會暨新歌《芙烈亞》MV全球首發記者會。
2018年9月20日，發行第十七張專輯《綻放的綻放的綻放》。
專輯《愛就愛吧》這首單曲在宣傳期當中，讓此張專輯發片第二週銷售上升至五大唱片冠軍，
同時也成為許茹芸在浙江衛視，中秋節晚會表演曲目，接連造成YouTube破兩百萬的點閱率，
也是該張專輯最火的曲目!
此外同樣也是內地樂團:火星電台為許茹芸量聲打造一首《今夜只為你歌唱》巧妙的和演唱會主題做連結，
證明新專輯的產生，和演唱會並不衝突，還會大大的加分!
另外《花粉症》獲選為2018年HITO年度百首單曲的第80名。
在索尼音樂成功的宣傳之下，這張專輯亮眼成績證明:
許茹芸成功的再度復出歌壇!最終獲得五大唱片2018年華語專輯暢銷榜前20名!
2018年9月22日，在上海梅賽德斯奔馳文化中心舉辦首場「綻放的綻放的綻放」巡迴演唱會。
2019年4月15日，發行數位單曲《等得到》。
2019年4月20日，首次登上台北小巨蛋開唱，這也是許茹芸在台灣的第一場個人大型售票演唱會。
2020年9月20日，發行數位單曲《你的眼裡有星星》。

### 綜藝期（2021年、2022年）
2021年，第三度擔任第32屆金曲獎評審。
同年10月，參加《時光音樂會》擔任時光音樂人，成為常駐嘉賓共十四期的表演曲目。第八期節目擔任莊主於2021年12月10日播出，時光音樂人和時光好友分別演唱許茹芸的歌曲。
其中《時光音樂會》在數位音樂平台《我是一隻魚》、重唱Live版《獨角戲》、重唱Live版《突然想愛你》這三首都再度引起數位串流樂迷的點擊聆聽!
2022年，參加《乘風破浪的姐姐》第三季，並在初舞台自彈自唱表演創作曲《現在該怎麼好》。
隨後節目規則，許茹芸加入那英隊,與金曲歌后那英、徐夢桃(中國運動員)演唱《羞答答的玫瑰靜悄悄地開》，
歌聲滿滿都是故事感！
再與那英/谭维维/郑秀妍别樣演譯熱血舞台《孤勇者》、
最後與柳翰雅/蔡卓妍 演唱《樂園》多位姐姐温柔细腻的嗓音將故事輕輕訴說！
展現出許茹芸前所未有的「團戰」實力!讓歌迷彷彿看到新生的一組組女子團體誕生在舞台上。

### 巡迴演唱會、新專輯籌劃（2023年-）
2023年，推出新單曲《適合相愛的時辰》，並於10月7日在臺北流行音樂中心舉辦同名演唱會。
同年，許茹芸在網紅「那那大師」網路平台YouTube的專訪表示:之後會推出一張新歌+自選的創作專輯，
收錄、重唱出道到現在的創作自選曲，目前正在籌劃階段中。

2024年，《適合相愛的時辰》演唱會繼續巡迴演出，4月27日從北京國家體育館展開、5月11日在成都安湖體育公園多功能體育館、6月8日在深圳大運中心體育館、9月14日在上海浦發銀行東方體育中心，原定7月13日在寧波奧體中心體育館場次因急性咽喉炎延期至2025年1月18日舉辦完畢，2025年已排定在廣州、蘇州、杭州三站中國城市舉辦，並規劃再度回到臺北返場舉辦。

2025年6月，許茹芸受邀擔任電視劇《我們與惡的距離II》，片頭曲《廢墟之燼》的演唱，她在FB臉書表示:很懷念過去在強力音樂錄音的時光!
新單曲於6月3日由華研音樂上架數位音樂串流平台，甫發行上架，即在數位音樂平台造成轟動，並霸佔新歌單曲排行前20名有四週之久!

## 個人生活
2013年底，許茹芸與交往4個月的男友，SM娛樂廣告部韓籍高層崔栽誠（Mr. Big）登記結婚，並於2014年在首爾舉行婚禮。

## 音樂作品

### 國語作品

#### 專輯
| 專輯名稱                               | 發行日期   | 唱片公司                    | 銷售量                        |
| -------------------------------------- | ---------- | --------------------------- | ----------------------------- |
| 《討好》                               | 1995.06.13 | 東方唱片/上華唱片           | 台灣約10萬張／亞洲約40萬張    |
| 《淚海》                               | 1996.03.26 | 東方唱片/上華唱片           | 台灣約50萬張／亞洲超過200萬張 |
| 《如果雲知道》                         | 1996.09.27 | 東方唱片/上華唱片           | 台灣約80萬張／亞洲超過220萬張 |
| 《日光機場》                           | 1997.05.27 | 東方唱片/上華唱片           | 台灣約70萬張／亞洲超過200萬張 |
| 《我依然愛你》                         | 1998.06.03 | 東方唱片/上華唱片           | 台灣約65萬張／亞洲超過200萬張 |
| 《你是最ㄞˋ》                          | 1998.12.08 | 東方唱片/上華唱片           | 台灣約50萬張／亞洲超過160萬張 |
| 《真愛無敵》                           | 1999.08.12 | 東方唱片/上華唱片           | 台灣約35萬張／亞洲120萬張     |
| 《難得好天氣》                         | 2000.05.17 | 東方唱片/上華唱片           | 台灣約18萬張／亞洲約100萬張   |
| 《花咲》                               | 2000.12.28 | 東方唱片/上華唱片           | 台灣約15萬張／亞洲約75萬張    |
| 《只說給你聽》                         | 2001.09.12 | 科藝百代                    | 台灣約13萬張／亞洲約80萬張    |
| 《芸開了》                             | 2002.11.01 | 科藝百代                    | 台灣約10萬張／亞洲約65萬張    |
| 《許茹芸的愛情電影主題曲 － 雲且留住》 | 2003.06.06 | 科藝百代                    | 台灣約5萬張／亞洲約25萬張     |
| 《北緯六十六度》                       | 2007.12.21 | 種子音樂                    | 台灣約8萬張／亞洲約60萬張     |
| 《愛·旅行·一公里》                     | 2009.07.10 | 種子音樂                    | 台灣約3萬張／亞洲約25萬張     |
| 《許茹芸的微醺音樂 你聽見了(我)嗎?》   | 2011.11.04 | 茹聲工作室/亞神音樂娛樂     |                               |
| 《奇蹟》                               | 2014.10.31 | 茹聲工作室/亞神音樂娛樂     |                               |
| 《綻放的綻放的綻放》                   | 2018.09.20 | 茹聲工作室/台灣索尼音樂娛樂 |                               |

#### EP／單曲
| 專輯名稱           | 發行日期   | 唱片公司            |
| ------------------ | ---------- | ------------------- |
| 《鄰居》（非賣品） | 1996.11.17 | 東方唱片 / 上華唱片 |
| 《蝸牛》           | 1999.07.16 | 東方唱片 / 上華唱片 |
| 《好聽》           | 2007.04.12 | 種子音樂            |
| 《讓我好好看看你》 | 2017.11.03 | 台灣索尼音樂娛樂    |
| 《等得到》         | 2019.04.15 | 台灣索尼音樂娛樂    |
| 《你的眼裡有星星》 | 2020.09.20 | 台灣索尼音樂娛樂    |
| 《適合相愛的時辰》 | 2023.07.28 | 茹聲工作室          |
| 《廢墟之燼》       | 2025.06.03 | 華研音樂            |

#### 精選輯
| 專輯名稱                            | 發行日期   | 唱片公司          |
| ----------------------------------- | ---------- | ----------------- |
| 《茹此精彩13首》                    | 1997.11.17 | 東方唱片/上華唱片 |
| 《流金十載－許茹芸全記錄》          | 2000.05.   | 東方唱片/上華唱片 |
| 《單身日記－光華真紀錄》            | 2001.06.18 | 東方唱片/上華唱片 |
| 《我愛夜》（2CD）                   | 2003.12.26 | 科藝百代          |
| 《國語真經典》                      | 2005.02.18 | 環球唱片          |
| 《永遠的朋友典藏精選》（1CD＋1DVD） | 2007.02.14 | 環球唱片          |
| 《好歌茹芸》（3CD）                 | 2011.05.13 | 環球唱片          |

#### 合輯
| 發行日期   | 收錄專輯                       | 曲名                                                                                              | 發行公司   | 備註                                                                 |
| ---------- | ------------------------------ | ------------------------------------------------------------------------------------------------- | ---------- | -------------------------------------------------------------------- |
| 1995年1月  | 《帝女花》電視原聲帶           | 花語                                                                                              | 上華唱片   | 與張真對唱                                                           |
| 1995年8月  | 《星願》                       | 獨上西樓                                                                                          | 上華       | 鄧麗君紀念特輯                                                       |
| 1995年9月  | 《痛並快樂著》                 | 放任分離                                                                                          | 上華/東方  | 齊秦專輯，與齊秦對唱                                                 |
| 1996年3月  | 《一簾幽夢》電視原聲帶         | 01.我有一簾幽夢 04.一簾幽夢 06.匆匆 12.天涯海角珍重                                               | 上華       | 瓊瑤八點檔戲劇                                                       |
| 1996年4月  | 《情劍山河：冠軍連續劇主題曲》 | 火初紅                                                                                            | 上華       | 瓊瑤八點檔戲劇                                                       |
| 1996年8月  | 《爭奇鬥艷》演唱會實況         | 06.萍聚 07.討好（英＋中） 08.公主徹夜未眠＋貓與鋼琴 09.HEART OF GLASS 10.淚海 11.送別 16.愛的箴言 | 上華       | 《萍聚》、《送別》是與李翊君、許美靜合唱／《愛的箴言》是與許美靜合唱 |
| 1996年12月 | 《1996年度國語總冠軍》合輯     | 星星是窮人的鑽石                                                                                  | 上華       | 與齊秦、熊天平、阮丹青合唱                                           |
| 1997年3月  | 《愛情多惱河》                 | 你的眼睛                                                                                          | 上華/東方  | 熊天平專輯，與熊天平對唱；港版《茹此精彩十三首》專輯再次收錄         |
| 1998年1月  | 《讓心勇敢飛》合輯             | 讓心勇敢飛                                                                                        | 民生報     | 民生報20周年紀念專輯，與群星合唱                                     |
| 1998年2月  | 《跟蹤》                       | 永不結束的故事                                                                                    | 上華/東方  | 阮丹青專輯，與阮丹青對唱                                             |
| 1998年6月  | 《我依然愛你》首版             | 01.我依然愛你 02.不愛我放了我 03.欲哭無淚 04.我是你的藥                                           | 上華/東方  | 為鋼琴演奏版，由陳建寧彈奏鋼琴；前兩首在《鋼琴記事簿》專輯再次收錄   |
| 1999年1月  | 《出境入境》                   | 嘿嘿 TAXI                                                                                         | 上華       | 歐陽菲菲專輯，與歐陽菲菲對唱                                         |
| 1999年8月  | 《無敵音樂盒》                 | 01.一直是晴天 02.忘 03.突然想愛你                                                                 | 上華/東方  | 為鋼琴演奏版，由陳建寧彈奏鋼琴；第三首在《鋼琴記事簿》專輯再次收錄   |
| 1999年11月 | 《夕德輝黃拉闊創作人音樂會》   | CD1 12.晚風 15.情深說話未曾講（粵） CD2 15.你快樂所以我快樂                                       | 正東       | 台灣並未發行                                                         |
| 2000年6月  | 《難得好天氣》狂賣精裝版       | 01.愛不愛你都一樣 02.Little by Little                                                             | 上華/東方  | 為演奏版，中廣廣播小說劇場「回首碧雪情」主題曲                       |
| 2002年3月  | 《只說給你聽》香港版           | 和平日（粵）                                                                                      | EMI        | 只收錄於香港版專輯中                                                 |
| 2002年10月 | 《台北晚9朝5》電影原聲帶       | 我的藍色夏天                                                                                      | EMI        | 為鋼琴演奏版，由呂聖斐彈奏鋼琴                                       |
| 2003年1月  | 《Stan Up》                    | 馬來西亞988電台指定台歌                                                                           | EMI        | 黃立行專輯，副歌女聲                                                 |
| 2003年5月  | 《抗SARS》公益單曲             | 手牽手                                                                                            | 東風衛視   | 與80多位群星合唱                                                     |
| 2003年8月  | 《第一楠主角》                 | 真情真美                                                                                          | 星工廠/EMI | 孫楠專輯，與孫楠合唱，並於《我愛夜》精選輯中收錄                     |
| 2008年5月  | 《夢想的翅膀》合輯             | 夢想的翅膀                                                                                        | 種子音樂   | 與種子音樂群星合唱                                                   |
| 2008年5月  | 《夢想的翅膀》合輯             | 月亮忘記了                                                                                        | 種子音樂   |                                                                      |
| 2010年     | 《買冰淇淋給你慈善演唱會》合輯 | 需要愛                                                                                            |            | (feat.梁靜茹、易桀齊、李心潔)                                        |
| 2010年10月 | 《我想記得的47件事》合輯       | 有時候愛(feat.品冠)                                                                               | 相信音樂   |                                                                      |
| 2013年11月 | 《保護動物》公益微電影主題曲   | 你怎麼捨得傷害我                                                                                  |            | 與孫儷、梁詠琪合唱                                                   |

#### 混音單曲
- 上華唱片
  - 討好REMIX......國語賣座舞曲大碟
  - 淚海REMIX......國語賣座舞曲大碟
  - 如果芸知道REMIX...... 1996國語年度總冠軍
  - 我依然愛你REMIX...... 東西年度總精選
  - 日光機埸REMIX......Top1997賣座精選

### 粵語作品

#### 精選輯
| 專輯名稱         | 發行日期   | 唱片公司 |
| ---------------- | ---------- | -------- |
| 《茹此精彩13首》 | 1997.09.16 | 上華唱片 |

#### EP
| 專輯名稱           | 發行日期   | 唱片公司 |
| ------------------ | ---------- | -------- |
| 《我就是這麼快樂》 | 1999.11.23 | 上華唱片 |

### 演奏專輯
| 專輯名稱       | 發行日期   | 唱片公司 |
| -------------- | ---------- | -------- |
| 《鋼琴記事簿》 | 1999.09.16 | 上華唱片 |

### 影音作品
| 專輯名稱                                  | 發行日期 | 唱片公司 |
| ----------------------------------------- | -------- | -------- |
| 《淚海&如果雲知道賣座精選（一）》（VCD）  | 1996.12  | 上華唱片 |
| 《日光機場賣座精選（二）》（VCD）         | 1998.02  | 上華唱片 |
| 《我依然愛你賣座精選（三）》（VCD）       | 1998.09  | 上華唱片 |
| 《許茹芸<->1999你是最愛 珍愛大碟》（DVD） | 1999.04  | 上華唱片 |
| 《真愛無敵│許茹芸賣座精選（四）》（VCD）  | 2000.01  | 上華唱片 |
| 《許茹芸的新世界》（VCD）                 | 2000.06  | 上華唱片 |
| 《花咲（新歡＋舊愛）》（VCD）             | 2001.03  | 上華唱片 |

## 詞曲創作
| 發行年份 | 曲名                           | 收錄專輯                 |
| 1995年   | 公主徹夜未眠（曲）             | 《討好》專輯             |
| 1996年   | 貓與鋼琴（曲）                 | 《淚海》專輯             |
| 1996年   | 鄰居（曲）                     | 《鄰居》單曲             |
| 1996年   | 突然想愛你（詞／曲）           | 《如果雲知道》專輯       |
| 1996年   | 寄信人（曲）                   | 《如果雲知道》專輯       |
| 1997年   | 金絲雀（曲）                   | 《日光機場》專輯         |
| 1997年   | 釋放自我（詞／曲）             | 《日光機場》專輯         |
| 1997年   | 讓你走（詞／曲）               | 《日光機場》專輯         |
| 1998年   | 我是你的藥（詞／曲）           | 《我依然愛你》專輯       |
| 1998年   | 一直（詞／曲）                 | 《你是最ㄞˋ》專輯        |
| 1998年   | 男人請留步（曲）               | 阮丹青《跟蹤》專輯       |
| 1998年   | 沒有你的我（曲）               | 林佳儀《沒有你的我》專輯 |
| 1999年   | 痞子（詞）                     | 《真愛無敵》專輯         |
| 1999年   | 忘（詞／曲）                   | 《真愛無敵》專輯         |
| 1999年   | 你一直存在著（詞／曲）         | 曾寶儀《阿寶》專輯       |
| 2000年   | 愛不愛你都一樣（曲）           | 《難得好天氣》專輯       |
| 2000年   | 左岸（曲）                     | 劉若英《我等你》專輯     |
| 2001年   | 白紙黑字（曲）                 | 《只說給你聽》專輯       |
| 2001年   | 信號（詞／曲）                 | 《只說給你聽》專輯       |
| 2002年   | 如果我離開（曲）               | 《芸開了》專輯           |
| 2002年   | 此時快樂的代價（曲）           | 《芸開了》專輯           |
| 2002年   | 我倆一同飛去（詞）             | 《芸開了》專輯           |
| 2003年   | 幸福的相遇（相遇西子湖）（曲） | 《我愛夜》精選輯         |
| 2007年   | 看完煙火再回去（詞／曲）       | 《北緯六十六度》專輯     |
| 2007年   | 愛情．進站（曲）               | 《北緯六十六度》專輯     |
| 2009年   | 煙火（配唱製作／合聲編寫）     | 1976樂團《不合時宜》專輯 |
| 2014年   | 現在該怎麼好（曲）             | 《奇蹟》專輯             |
| 2017年   | 讓我好好看看你（曲）           | 《綻放的綻放的綻放》專輯 |

## 演唱会
| 場次                                 | 日期                   | 國家／地区             | 城市                   | 場館                       | 嘉賓                   |
| 许茹芸“飘蓝之夜”演唱会               | 许茹芸“飘蓝之夜”演唱会 | 许茹芸“飘蓝之夜”演唱会 | 许茹芸“飘蓝之夜”演唱会 | 许茹芸“飘蓝之夜”演唱会     | 许茹芸“飘蓝之夜”演唱会 |
| ------------------------------------ | ---------------------- | ---------------------- | ---------------------- | -------------------------- | ---------------------- |
| 1                                    | 2000年10月             | 中国大陆               | 上海                   | 上海大舞台                 |                        |
| 许茹芸“如果时光芸许”演唱会           |                        |                        |                        |                            |                        |
| 1                                    | 2011年10月22日         | 中国大陆               | 上海                   | 上海大舞台                 |                        |
| 2                                    | 2011年12月17日         | 中国大陆               | 北京                   | 北京首都体育馆             |                        |
| 许茹芸“STARS”世界巡回演唱会          |                        |                        |                        |                            |                        |
| 1                                    | 2013年5月25日          | 中国大陆               | 北京                   |                            |                        |
| 2                                    | 2013年12月30日         | 中国大陆               | 深圳                   | 深圳湾“春茧”体育馆         |                        |
| 许茹芸“奇迹之迷幻柔情音乐之旅”演唱会 |                        |                        |                        |                            |                        |
| 1                                    | 2014年12月26日         | 臺灣                   | 台北                   |                            |                        |
| 许茹芸“相约在芸端”演唱会             |                        |                        |                        |                            |                        |
| 1                                    | 2017年9月29日          | 臺灣                   | 台北                   |                            |                        |
| 许茹芸“绽放的绽放的绽放”巡回演唱会   |                        |                        |                        |                            |                        |
| 1                                    | 2018年9月22日          | 中国大陆               | 上海                   | 上海梅赛德斯-奔驰文化中心  |                        |
| 2                                    | 2019年4月20日          | 臺灣                   | 台北                   | 台北小巨蛋                 |                        |
| 《适合相爱的时辰》 巡回演唱会        |                        |                        |                        |                            |                        |
| 1                                    | 2023年10月7日          | 臺灣                   | 台北                   | 臺北流行音樂中心           |                        |
| 2                                    | 2024年4月27日          | 中国大陆               | 北京                   | 国家体育馆                 |                        |
| 3                                    | 2024年5月11日          | 中国大陆               | 成都                   | 东安湖体育公园多功能体育馆 |                        |
| 4                                    | 2024年6月8日           | 中国大陆               | 深圳                   | 深圳大运中心体育馆         |                        |
| 5                                    | 2024年9月14日          | 中国大陆               | 上海                   | 浦發銀行東方體育中心       |                        |
| 6                                    | 2025年1月18日          | 中国大陆               | 宁波                   | 宁波奥体中心体育馆         |                        |
| 7                                    | 2025年10月11日         | 中国大陆               | 廣州                   | 寶能廣州國際體育演藝中心   |                        |
| 8                                    | 待定                   | 中国大陆               | 蘇州                   | 蘇州                       |                        |
| 9                                    | 待定                   | 中国大陆               | 杭州                   | 杭州                       |                        |
| 10                                   | 待定                   | 臺灣                   | 台北                   | 再返場                     |                        |

## 演出作品

### 長篇劇集
| 年份   | 劇名                           | 飾演               | 導演   | 播出頻道   |
| ------ | ------------------------------ | ------------------ | ------ | ---------- |
| 1996年 | 《老闆放輕鬆》                 | 于第17集客串演自己 |        | 新加坡     |
| 1996年 | 《我們一家都是人之台灣精神台》 |                    |        | 超級電視台 |
| 2002年 | 《來我家吧》                   | 小文               | 鈕承澤 | 中視       |

### 電視電影
| 年份   | 劇名                            | 飾演 | 導演 | 播出頻道 |
| ------ | ------------------------------- | ---- | ---- | -------- |
| 1998年 | 《音樂愛情故事-我依然愛你專輯》 |      |      | TVBS-G   |
| 2000年 | 《音樂愛情故事-難得好天氣專輯》 |      |      | TVBS-G   |

### 長篇電影
| 年份   | 電影名稱 | 飾演             | 導演   | 備註                     |
| ------ | -------- | ---------------- | ------ | ------------------------ |
| 2006年 | 《父子》 | 阿蓮的鄰居兼好友 | 譚家明 | 共同演出：郭富城、楊采妮 |

### 舞台劇
| 年份               | 劇名             | 飾演 | 導演           | 劇團         |
| ------------------ | ---------------- | ---- | -------------- | ------------ |
| 2003年7月17日–20日 | 《好風如水》     |      |                | 進念二十面體 |
| 2005年5月6日–8日   | 《戀人絮語》     |      | 林奕華、胡恩威 | 非常林奕華   |
| 2010年9月21日–23日 | 《向左走向右走》 | L    | 黎煥雄         | 人力飛行     |

## 書籍
| 出版日期       | 作品名稱                         | 作者                    | 出版社               | ISBN          |
| -------------- | -------------------------------- | ----------------------- | -------------------- | ------------- |
| 1996年4月27日  | 《淚海與沙漏》                   | 前「許茹芸歌友會」◎主編 | 三思堂               | 9575001621    |
| 1998年6月8日   | 《我依然愛你－情歌與情事的對話》 | 許常德‧水瓶鯨魚 等◎著   | 平裝本               | 9578031807    |
| 2002年11月10日 | 《此時快樂的代價》               | 許茹芸◎著               | 紅色文化             | 9867888235    |
| 2006年6月27日  | 《五感美人》                     | 許茹芸◎著               | 蘋果屋               | 9868200431    |
| 2008年11月7日  | 《小心輕放》                     | 許茹芸◎著               | 華人版圖             | 9789868434820 |
| 2009年4月27日  | 《我想要和你做朋友》             | 許茹芸◎著               | 點燃希望慈善教育基金 | 只於香港發行  |
| 2010年8月20日  | 《對照》古巴攝影圖文書           | 許茹芸, 陳霈芙 ◎著      | 茹聲工作室           | 4717385890657 |
| 2011年7月15日  | 《對照》古巴攝影圖文書iPad數位版 | 許茹芸, 陳霈芙 ◎著      | 潑墨書房、茹聲工作室 | 4717385890657 |

## 得獎紀錄
| 年份   | 獎名                                                                            |
| 1995年 | 《討好》專輯入圍新加坡金曲獎《最佳新人獎》                                      |
| 1995年 | 《討好》馬來西亞的商業電台年度金曲                                              |
| 1995年 | 《討好》新加坡Yes.933醉心龍虎榜首歌曲                                           |
| 1996年 | 《淚海》香港電台中文歌曲排行榜最佳國語歌曲                                      |
| 1996年 | 《淚海》獲選香港電台：最佳國語銷售專輯                                          |
| 1996年 | 中國上海東方電台排行榜《淚海》獲選最佳國語歌曲                                  |
| 1997年 | 《如果雲知道》專輯入圍第8屆金曲獎《最佳國語女演唱人獎》                         |
| 1997年 | 《如果雲知道》專輯入圍第8屆金曲獎《最佳流行音樂演唱唱片獎》                     |
| 1997年 | 台灣IFPI排行榜進榜22週連續7週冠軍 在台銷售認證超過78萬張                        |
| 1997年 | 新加坡SPVA銷售排行榜十大專輯                                                    |
| 1999年 | 《真愛無敵》馬亞西亞麗的988年度金曲                                             |
| 1999年 | 新加坡金曲獎《最受歡迎女歌手》題名                                              |
| 1999年 | 《難得好天氣》入圍第12屆金曲獎最佳音樂錄影帶                                    |
| 1999年 | 榮獲中國《Spirit》十大國語歌曲                                                  |
| 2001年 | 《只說給你聽》Channel V Top 20                                                  |
| 2001年 | 《只說給你聽》獲雪碧榜最佳TOP10金曲                                             |
| 2003年 | 《芸開了》專輯入選中華音樂人交流協會十大專輯                                    |
| 2003年 | 《芸開了》專輯入圍第14屆金曲獎《最佳國語女歌手獎》                              |
| 2003年 | 《芸且留住》專輯獲選雪碧榜台灣區《最佳演繹女歌手》                              |
| 2003年 | 榮獲首屆中國原創歌曲頒獎典禮台灣地區《最佳演唱女歌手》                          |
| 2007年 | 《北緯66度》五大華語銷售榜冠軍                                                  |
| 2007年 | 《好聽》G-MUSIC影音榜銷售冠軍                                                   |
| 2007年 | 《北緯66度》中國聯播音樂榜 冠軍                                                 |
| 2007年 | 《看完煙火再回去》、《男人女人》中國百度網站新歌榜 冠軍                         |
| 2007年 | 《男人女人》香港新城電台歌曲排行 冠軍                                           |
| 2007年 | 《北緯66度》大碟-"男人女人" 中國歌曲排行榜—冠軍                                 |
| 2007年 | "男人女人"亞洲新勢力—網路投票冠軍                                               |
| 2007年 | 21CN原創音樂百強榜《男人女人》首周打榜，空降亞軍。                              |
| 2007年 | 亞太音樂榜《男人女人》新歌上榜，排在港台總榜-第九名。                           |
| 2007年 | 《男人女人》獲得幽浮勁碟榜華語排行榜的冠軍。                                    |
| 2007年 | 《男人女人》獲得Hito中文排行榜亞軍                                              |
| 2007年 | 《男人女人》獲得發燒排行榜華語排行榜冠軍                                        |
| 2007年 | ezPeer+音樂下載音樂網《男人女人》上榜三周獲得季軍                               |
| 2007年 | 台灣最大MV熱播金榜《男人女人》蟬聯周冠軍，空降月、季冠軍                        |
| 2007年 | 台灣大哥大800行動達鈴MY RING《男人女人》首周獲得熱銷榜冠軍                      |
| 2007年 | 遠傳900來電答鈴下載《男人女人》新上榜冠軍                                       |
| 2007年 | 揚州電台最新第227期《男人女人》港台音樂榜中冠軍                                 |
| 2007年 | 廣西桂林電台港台《男人女人》音樂分榜亞軍                                        |
| 2007年 | 重慶嘉陵之聲《男人女人》音樂榜冠軍                                              |
| 2007年 | 《北緯66度》發片首周勇奪G-MUSIC風雲榜冠軍                                       |
| 2007年 | 《北緯66度》發片首周勇奪五大唱片金榜冠軍                                        |
| 2008年 | 《好聽》獲第一屆親蘋果情歌榜獎項                                                |
| 2008年 | 《好聽》獲北京音樂台 念茲菴流行音樂頒獎禮年度金曲                               |
| 2008年 | 《好聽》第五屆 勁歌王《國語金曲》                                               |
| 2008年 | 《男人女人》第五屆 勁歌王《勁歌K歌金曲》                                        |
| 2008年 | 《看完煙火再回去》第六屆東南勁爆音樂榜 勁爆十大金曲獎                           |
| 2010年 | 《愛．旅行．一公里》第十四屆全球華語榜中榜 台灣地區最佳女歌手獎                 |
| 2010年 | 第七屆中國金唱片獎 引進版類女演員獎                                             |
| 2012年 | 雜誌《優品》2012年度最具時尚魅力女歌手獎                                        |
| 2014年 | 第18屆全球華語榜中榜 最受歡迎女歌手                                             |
| 2014年 | 第1屆QQ音樂年度盛典年度 最受歡迎唱作歌手獎                                      |
| 2015年 | 第7屆華語金曲獎年度 最佳國語女歌手獎                                            |
| 2015年 | 《奇蹟》第7屆華語金曲獎 國語十大專輯獎                                          |
| 2018年 | 《花粉症》獲中華音樂人交流協會《2018年度十大單曲》                              |
| 2019年 | 《綻放的綻放的綻放》全球華人歌曲排行榜年度典禮 港台及海外地區年度最佳專輯獎提名 |

## 外部連結
- 許茹芸官方網站 （页面存档备份，存于）
- 許茹芸的Facebook專頁
- 許茹芸的Instagram帳戶
- 許茹芸的新浪微博
- YouTube上的 許茹芸 Valen Hsu 頻道官方認證頻道
- 許茹芸Blog （页面存档备份，存于）
- 點燃希望慈善基金會 （由許茹芸、李心潔、楊采妮、梁詠琪共同創辦）（頁面存檔備份，存於網際網路檔案館）
- 許茹芸時尚專欄（頁面存檔備份，存於網際網路檔案館）
- 許茹芸在豆瓣上的资料（简体中文）
- 許茹芸在互联网电影资料库（IMDb）上的資料（英文）
- 在AllMovie上許茹芸的頁面（英文）
- 許茹芸在香港影庫上的簡介